# Професионалац
Професионалац је особа која је обучена и/или школована за посао који обавља.
Претпоставља се да професионалац обавља посао на најбољи могући начин, јер поред знања и искуства, треба да има о одговарајуће моралне и етичке норме које захтевају савесност и перфекцију у раду.
Професионалац се битно разликује од свог пандана аматера, који је обично самоук и ради неки посао јер му се то допада, без обзира што при томе може или чини штету себи, другима или околини.
Нарочито су опасни аматери који по давању услуге наплаћују своје радове. То је кажњиво и аматери у медицини се називају „надрилекари”, а у области права „надриписари”.